# Mamanguape
Mamanguape is een gemeente in de Braziliaanse deelstaat Paraíba. De gemeente telt 41.677 inwoners (schatting 2009).

## Aangrenzende gemeenten
De gemeente grenst aan Rio Tinto, Capim, Itapororoca, Curral de Cima, Pedro Régis, Jacaraú, Mataraca, Canguaretama (RN), Pedro Velho (RN).

## Verkeer en vervoer
De plaats ligt aan de noord-zuidlopende weg BR-101 tussen Touros en São José do Norte. Daarnaast ligt ze aan de wegen PB-041 en PB-057.